# Otto Altenburg
Otto Altenburg (Scholwin, Stettin, ma Szczecin mellett, 1873. augusztus 5. – Greifswald, 1950. december 17.) német történész, gimnáziumi tanár.

## Élete
Carl Altenburg tanár fia volt. A stettini König Wilhelm gimnáziumba járt, majd 1893-tól Halléban, Göttingenben és Greifswaldban tanult. 1894-ben a Göttinger Wingolf diákszervezetben tevékenykedett. 1900-tól a stettini Marienstiftsgymnasium, egy évvel később a putbusi Königlichen Pädagogium tanára volt. Ezután a stettini városi középiskolába ment, ahol 1914-ben rendes középiskolai tanári kinevezést kapott. Tagja, 1930 és 1933 közt elnöke volt a Pomerániai Történelmi és Régészeti Társulatnak (Gesellschaft für Pommersche Geschichte und Altertumskunde), számos, a regionális történelemről szóló cikket publikált különböző folyóiratokban és lapokban.

## Válogatott munkái
- Pommersche Volkstypen in der Dichtung. Jahresbericht 1911/12 des Stettiner Stadtgymnasium. Stettin 1912, S. 138–149
- Stettin im eisernen Jahr. Zeitgenössische Berichte. Baltische Studien, NF 17, 1913, S. 149–232.
- Geschichte der Firma Nüscke & CO. Schiffswerft, Kesselschmiede und Maschinenbauanstalt Aktien-Gesellschaft Stettin anlässlich ihres 100jährigen Bestehens. Stettin, 1915
- Pommersche Provinzial-Zuckersiederei 1817-1917. Denkschrift zu ihrem hundertjährigen Bestehen. Stettin, 1917
- Denkschrift zum 75jährigen Bestehen der Firma. Schindler & Muetzell Nachf. 1843-1918. Stettin, 1918 (Kasimir Krawczynski-val együtt)
- Französische Kriegsgefangene 1870/71 in Stettin. (Aus dem Tagebuch eines französischen Offiziers) . Baltische Studien, NF 23, 1920, S. 147–166.
- Paul Wendt. Zur Würdigung des am 1 März 1919 heimgegangenen pommerschen Dichters. Stettiner Jahrbuch. Jg. 1, 1920, S. 113–120.
- Die Anfänge der preußischen Kriegsmarine in Stettin. Greifswald, 1922
- Carl Loewe. Beiträge zur Kenntnis seines Lebens und Schaffens. Stettin, 1924
- Elisabeth, Prinzessin von Braunschweig, eine ungekrönte preußische Königin. Stettin, 1924
- Stettiner Kulturbilder aus den Jahren 1835 bis 1850 nach Briefen Dr. Carl Stahrs. Baltische Studien, NF 27, 1925, S. 257–336.
- Stettiner Kulturbilder (2. Teil) aus den Jahren 1851-1863 nach Briefen Dr. Carl Stahrs. Baltische Studien, NF 28, 1926, S. 327–401.
- 100 Jahre Léon Sauniers Buchhandlung 1826-1926. Festschrift zur Hundertjahrfeier der Léon Saunierschen Buchhandlung Stettin. Stettin, 1926
- Wilhelm Meinholds Beziehungen zu Zeitgenossen. Baltische Studien, NF 31, 1929, S. 208–235.
- Hundert Jahre H. R. Fretzdorff, Weinbrennerei, Grossdestillation und Weinhandlung, Stettin. Geschichte des Hauses. Stettin, 1929
- Gesellschaft für Pommersche Geschichte und Altertumskunde. ommersche Heimatpflege, Jg. 1, 1930/1931, H. 3, S. 81–84.
- Aus der Geschichte des Theaters in Pommern während der zweiten Hälfte des 18. Jahrhunderts. Baltische Studien, NF 33, 1931, H. 1, S. 197–216.
- Das Buch der alten Firmen. Der Stadt und des Handelskammerbezirkes Stettin im Jahre 1931. Lipcse, [1931]
- 100 Jahre Baltische Studien. Baltische Studien, NF 34, 1932, S. V-VII.
- Goethe und Pommern. Baltische Studien, NF 34, 1932, S. 1–55.
- Hugo Lemcke. Ein Leben der Arbeit und das Erfolges. Stettin, 1935
- Die Tilebeins und ihr Kreis. Stettiner Bürgerkultur im 18. und 19. Jahrhundert, vornehmlich in der Goethezeit. Stettin, 1937
- Daniel Blecks. Ein pommerscher Volksheld in der Franzosenzeit. Stettin, 1939

## Fordítás
- Ez a szócikk részben vagy egészben  az   Otto Altenburg című német Wikipédia-szócikk ezen változatának fordításán alapul.  Az eredeti cikk szerkesztőit annak laptörténete sorolja fel. Ez a jelzés csupán a megfogalmazás eredetét és a szerzői jogokat jelzi, nem szolgál a cikkben szereplő információk forrásmegjelöléseként.